# Christian Giesler
Christian "Speesy" Giesler (Njemačka, 4. srpnja 1970.) njemački je basist, najpoznatiji kao basist njemačkog thrash metal sastava Kreator. Za Kreator je debitirao na njihovom sedmom studijskom albumu Cause for Conflict, na kojem je zamijenio prvobitnog basista Roba Fiorettija. Giesler je napustio Kreator 2019. godine, a zamijenio ga je Frédéric Leclercq, bivši basist power metal sastava DragonForce.
Za razliku od Fiorettija, koji je bas-gitaru svirao s trzalicom, Giesler svira s prstima, iako u studiju svira s trzalicom.